# Холокауст у Литванији
Холокауст у Литванији означава систематско истребљење Јевреја у делу Рајхскомесаријата Остланд који је заузимао простор Литванске Совјетске Социјалистичке Републике (основане 1940) под окупацијом Трећег рајха. Од приближно 208.000 или 210.000 Јевреја процењује се да их је између 190.000 и 195.000 убијено пре краја Другог светског рата, највише у периоду од јуна до децембра 1941. године. У Холокаусту је страдало преко 95 % свих литванских Јевреја што је највећи удео страдалих у свим земљама у којима је провођен злочин Холокауста. Историчари овако велики удео страдалих приписују масовном колаборационизму од стране не-јеврејских локалних литванских парамилитарних група, док су мотиви те колаборације предмет расправа. Холокауст представља највећи помор становништва у тако кратком периоду у историји Литваније.
Догађаји у западним окупираним деловима Совјетског Савеза који су се одвијали у првим недељама окупације представљали су драматично разбуктавање политике провођења Холокауста.
Важну компоненту Холокауста у Литванији чинио је и успех у распиривању већ постојећег антисемитизма кроз који су нацистичке снаге наративно повезале локалну јеврејску заједницу са совјетском окупацијом Литваније из 1940. године. Нацисти су се у остварењу циља уништења Јевреја у значајној мери ослањали на организацију, припреме и проведбу наредби од стране литавски колаборациониста.
Још и данас, тема Холокауста и улоге које су Литавци имали у провођењу геноцида, укључујући и неке истакнуте литванске националисте, контроверзна је тема у литванском друштву.

## Позадина
До Другог светског рата подручје данашње Литваније било је једно од средиштва културног и политичког живота јеврејске заједнице у Европи. Данашњи литвански главни град Вилниус био је познат и као Јерусалим севера због многобројних верских, културних и научно-образовних институција којима је био дом.
Након немачко-совјетске инвазије на Пољску у септембру 1939. године Совјетски је Савез 10. октобра потписао уговор са Литванијом којим јој је предао град Вилниуц (данас главни град, а до тада у саставу Пољске и са пољско-јеврејским становништвом) у замену за војне концесије. СССР је анектирао Литванију 1940. године након што су проведени параван избори. Немачки напад на СССР 22. јуна 1941. године започео је годину дана након совјетске окупације која је кулминисала у масовним депортацијама балтичког становништва свега недељу дана пре немачке инвазије. Нацистичке снаге су од стране Литванаца дочекане као ослободиоци па су им и парамилитарне јединице пружиле подршку у борби против совјетских снага у повлачењу. Многи Литванци су веровали како ће им немачке снаге дозволити да обнове неки облик независности (као што су учинили у Словачкој и накнадно НДХ). Делом и како би удобровољили окупационе снаге, део становништва почео је да исказује снажна антисемитистичка осећања. Нацистичка Немачка истористила је ову ситуацију и у првој недељи офанзиве дозволила оснивање Литванске прелазне владе и Литванског добровољачког фронта. У кратком је периоду изгледало како је Литва функционисала на сличан начин као и Словачка. Независније литванске институције ипак су укинуте након првог месеца окупације у августу и септембру 1941. године након чега су Немци преузели директнију контролу.

## Ток Холокауста

### Процене броја жртава
Процене броја литванских Јевреја пре немачке инвазије крећу се на око 210.000 становника уз тврдњу Литванског завода за статистику да је 1. јануара 1941. године у земљи било 208.000 Јевреја. Те процене, уз службене податке о исељавању у првом периоду совјетске управе (око 8.500 особа), особе побегле из гета и Каунасу и Вилниусу (1.500-2.000 особа) и особе које су преживеле у логорима до дана када их је ослободила Црвена армија (2.000-3.000), доводе до укупног броја од 195.000 до 196.000 убијених литванских Јевреја. Успркос томе што су окирне цифре познате, као и у другим масовним злочинима изнимно је тешко установити коначан број жртава са апсолутном прецизношћу. Бројеви којима историчари располажу повремено се и значајно разликују уз намање цифре од око 165.000 до већих бројева који досежу 254.000 и који вероватно укључују и Јевреје са других подручја који су страдали у Литванији.
У периоду рата постојала су ограничена настојања да се спаси прогоњено становништво. У периоду од 16. јула до 3. августа 1940. године почасни конзул Холандије у Каунасу Јан Звартендијк је за 2.200 Јевреја осигурао трећу дестинацију на карипском острву Курасао (колонији која није тражила улазне визе) и у Суринаму (који је тада још био холандска колонија). Функционер јапанске владе Чиуне Сугиара, који је служио као заменик конзула у Каунасу, издао је 6.000 транзитних виза за путовање јапанским територијем литванским Јеврејима чиме је угрозио свој и животе чланова властите породице. Избегли Јевреји били су грађани укупираних делова Пољске и Литваније.

### Догађаји у оквиру Холокауста у Литванији
Данашњи литвански лучки град Клаипеда (на немачком познат као Мемел) кроз историју је био део Ханзеатског савеза па је све до 1918. припадао Немачком царству као део Источне Пруске. Упериоду литванске међуратне независности град је уживао одређени ниво аутономије и био је под патронатом Лиге народа. Када су град 15. матра 1939. године заузеле немачке снаге у њему је живело око 8.000 Јевреја који су побегли у тада још увек слободан део Литваније где их је већина страдала након инвазије у јуну 1941. године.
Хронолошки се геноцид у Литванији може допелити на три фазе од којих је прва трајала од лета па до краја 1941, друга од децембра 1941. до марта 1943. и трећа од априла 1943. до јула 1944. године.
Већина литванских Јевреја страдала је у првој фази Холокауста у првим месецима окупације и пре краја 1941. Силе осовине напале су Совјетски Савез 22. јуна 1941. што се поклопило и са такозваним Јунским устанком у Литванији. Пре доласка самих немачких окупационих снага Литвански је добровољачки фронт и сам напао совјетске снаге, преузео власт у неколико градова, започео ширење антисемитистичке пропаганде и починио масакре над литванским Јеврејима и Пољацима. У ноћи са 25. на 26. јун Алгирдас Климаитис је наредио својим снагама од 800 људи да започну Погром у Каунасу. Командант СС-а Франц Валтер Сталекер је 28. јуна 1941. тврдио како је том прилико убијено 3.800 жртава у самоме граду и око 1.200 у региону око града. Климаитисове снаге уништиле су неколико синагога и око 60 јеврејских кућа. У ревизионистичким настојањима од 1990-их година број жртава који наводи Сталекер довођен је у питање као претерано велик.
Немачки одреди смрти, Ајнзацгрупе, следиле су наступајућу немачку армију па су већ у јуну и они започели организовати убиства Јевреја. Први забележени злочин ових одреда догодио се 22. јуна 1941. године у пограничном граду Гаргждају који је био једно од најстаријих јеврејских насеља у земљи и на свега 18 километара од Мемела који су Немци поново заузели. Око 800 Јевреја је убијено у догађају који је познат као Гаргждајски масакр. У масакру је страдало и око 100 не-Јевреја, многи јер су покушали да помогну својим јеврејским комшијама
Због врло раног и брзог прогона многе литванске јеврејске жртве никада нису живеле у гетима или биле депортоване у концентрационе логоре који су у то време тек оснивани. Већина жртава убијена је у јамама у близини места боравка у озлоглашним масовним убиствима као што су Масакр у Каунасу 29. октобра 1941. који је извршен у шуми поред града или сличан злочин у Вилниусу. До 1942. реживело је још око 45.000 Јевреја, већином они који су послани у гета или концентрационе логоре.
У другој фази Холокауст у Литванији је успорен и немачке су окупационе снаге одлучиле да користе јеврејски присилни рад за одржавање ратне економије. У трећој фази Холокауст је још једном интензивиран и у њој су ликвидирани преостали заробљеници логора и јеврејских гета.
Два су фактора допринела рапидном уништењу јеврејске заједнице у Литванији. Први је био значајан ниво подршке „де-јеврејизацији” међу литванским масама док је други био рани немачки план за колонизацију Литваније која је делила границе са Источном Пруском.

### Улога литванских колаборациониста
Дина Порат, водећа историчарка Јад Вашем-а, пише како су „Литванци показали Ајнзацгрупе-ну како убијати жене и децу, и можда их и прилагодили на ту праксу… Заиста, надируће немачке јединице убијале су већином мушкарце, док су Литванци убијали неселективно”.
Администрација нацистичке Немачке усмеравала је и подстицала убијање литванских Јевреја. Локални литански колаборационисти окупаторског режима извршавали су припрему, логистику и провођење убистава под нацистичким вођством. Нацистички СС бригадир Франц Валтер Шталекер стигао је у Каунас 25. јуна 1941. године где је одржао запаљиве говоре којима се подстицало на убијање Јевреја. У почетку је одржао говоре у згради безбедносних служби, након чега је одржавао говоре и у самоме граду. У извештају од 15. октобра Шталекер је писао о успеху у прикривању најранијих акција Воркомандо-са и како сада изгледа како се ради о иницијативи локалне популације. Групе организоване по партизанском принципу, цивилне десничарске националистичке и антисовјетске јединице, иницирале су контакт са Немцима чим су они ступили на литвански териториј. Јединице под командом Алгирдас-а Климаитис-а, подржане од Немаца у Зихерхајтполицај-у и Зихерхајтшдиенст-у започели су анти-јеврејске погроме у Каунасу у ноћи са 25. на 26. јун 1941. Преко хиљаду Јевреја страдало је у догађају који је био први погром у окупираној Литванији. Тачан број жртава погрома је непознат док се цифре крећу од 1.500 до 3.800 жртава погрома када се у њих приброје и жртве у околици града.
Дана 24. јуна 1941. године Литванска безбедносна полиција (Lietuvos saugumo policija) дошла је под управу Немачке полиције и обавештајне службе. Литванске јединице су укључене у бројне акције усмерене против Јевреја и против непријатеља нацистичког режима. Нацистички команданти испуњавали су своје извештаје сведочанствима о зелотизму литванских полицијских јединица који премашује и мотивацију међу самим немачким јединицама. Најозлоглашенија литванска јединица која је проводила Холокауст била је Јпатингасис бурус која је масакрирала хиљаде Јевреја и припаднике пољске мањине у околини Вилниуса. Друга организација укључена у провођење Холокауста била је Литванска радничка гарда. Бројни Литванци који су подржавали нацистичку политику придружили су се фашистичкој организацији Гвоздени вук. Тако је у целини, литванска националистичка администрација била усмерена према уништењу Јевреја као доживљених непријатеља и потенцијалних ривала етничким Литванцима па зато не само да се није одупирала нацистичком Холокаусту већ га је ефективно прихватала и као сопствени циљ.
Комбинација фактора објашњава широко суделовање Литванаца у геноциду над Јеврејима. Они укључују националне традиције и вредности, антисемитизам (раширен широм средње Европе) и специфичну литванску жељу за „чистом” литванском националном државом са којом је бројна јеврејска заједница сматрана неспојивом. Остали фактори укључују и озбиљне економске проблеме који су наводили на уништење Јевреја са циљем да им се одузме њихова приватна својина. На крају, Јевреји су доживљавани и као група која је уживала подршку совјетског режима у периоду између 1940. и 1941. године. У периоду немачке окупације Јевреји су тако оптуживани за готово све проблеме са којима се Литванија суочавала. Тако је и распрострањено локално учешће у Холокаусту постало важан фактор због којега је Холокауст у Литванији провођен свеобухватније него у другим земљама.
Иако је колаборација била веома раширена, подршка геноциду није долазила од сих сегмената литванског друштва и више је стотина грађана ризиковало собствене животе настојећи да помогну прогоњеним Јеврејима. Држава Израел је до 1. јануара 2017. године признала 891 праведника међу народима са подручја Литваније. Многобројни етнички Пољаци у Литванији, и сами прогоњени, помагали су прогоњеним Јеврејима.

## Суочавање са прошлошћу и сећање на Холокауст
По завршетку Другог светског рата и Холокауста Литванија је поново постала део Совјетског Савеза који је у својим политикама сећања умањивао јединственост јеврејске патње и ратнога искуства. Сећање на Други светски рат било је усредсређено на шири наратив о фашистичкој агресији као кулминацији капитализма и на херојском антифашистичком отпору и патњи свих грађана СССР-а. У совјетској Литванији већина споменика подигнута у том периоду Јевреје није изреком помињала него се говорило о локалном становништву. Ипак, особе одговорне за нацистичке злочине и колаборацију често су депортоване или осуђене на смтрну казну. У првим годинама после рата, власти су толерисале отварање Јеврејског музеја у Вилниусу 1944. године који је 1945. свој стални простор пронашао у библиотеци и згради затвора старог јеврејског гета. Институција је помагала избеглим Јеврејима у утврђивању судбине литванских Јевреја, у правилу потврђујући црне слутње о њиховој судбини. Музеј је ефективно затворен 1949. године када су га власти реорганизовале у Музеј локалне историје Вилниуса, док су јеврејске школе у Вилниусу и Каунасу затворене 1946. и 1950. године. До одређеног побољшања дошло је након смрти Стаљина па је од 231 споменика Холокаусту у Литванији њих 45 подигнуто пре 1991. године. 1965. и 1973. године објављена је двотомна књига Масовна убиства у Литванији која је прва директно обрађивала тему Холокауста док је 1988. организована и изложба Уметност литванских Јевреја.
Од када је Литванија поново стекла независност од Совјетског Савеза 1991. године, дебата о литванском учешћу у провођењу Холокауста суочила се са озбиљним препрекама и потешкоћама. Савремени литвански националисти истичу антисовјетски покрет отпора као хероје у борби противв совјетске окупације иако су исти били колаборационисти нацистима у истребљењу Јевреја.
Историчари на геноцид у Литванији гледају као на један од најранијих и масовнијих акција проведбе ’коначног решења’ што неке наоди на закључак како је Холокауст и започео у Литванији у лето 1941. године. Други ипак истичу како је Холокауст започео и раније, почетком Другог светског рата 1939. године или још и раније у Кристалној ноћи.
Пост-совјетске литванске власти у више су наврата обележавале Холокауст, настојале сузбити антисемитизам па су и неке од злочинаца из периода Другог светског рата привеле правди. Америчка Национална коалиција за потпору совјетским Јеврејима истакла је како је Литванија направила споре, али важне кораке у процесуирању осумњичених литванских колаборациониста у нацистичком геноциду. Литванија је прва међу бившим совјетским републикама СССР-а законски прописала заштиту и обележавање места на којима је провођен Холокауст. 1995. године литвански председник Алгирдас Бразаускас је у говору пред израелским Кнесетом понудио јавно извињење Јеврејима због учествовања Литванаца у Холокаусту. Председник је због извињења снажно критикован у земљи. Иако су оређени кораци учињени, литванска настојања после обнове независности остала су обележена често непримереним настојањима да се јединственост Холокауста и јеврејског искуства доведе у питање националистичким фокусирањем на жртву Литванаца због совјетске окупације, као и изједначавањем совјетске и нацистичке окупације.

### Контроверзе и критике
Дебата и свест о Холокаусту нису шире раширене у литванској националној свести док се учествовање у геноциду пориче или приписује маргиналним екстремистичким елементима. Сећање на период Холокауста и догађаје који га сачињавају значајно се разликује у јеврејској и литванској хисториографији уз одређени напредак код дела литванскох историчара у периоду након независности. Најконтроверзнији тренутци за литванску националистичку хисториографију су улога Литванског добровољачког фронта, Литванске прелазне владе и литванских грађана и добровољаца у догђајима у периоду рата.
Од 1990-их литванска је власт на удару критика који је позивају да примерено приказује и сећа се историје Холокауста и да јасно осуди локалну колаборацију. У 2010-им годинама литванско је друштво било обележено прећутавањем Холокауста и порастом антисемитизма.
2001. године Центар Симон Визентал критиковао је невољкост литванске власти да процесуира литванске злочинце. 2010. године суд у Клаипеди пресудио је како је дозвољено јавно истицање свастике као „симбола литванског историјског наслеђа”.
У јануару 2020. године литвански премијер Саулиус Сквернелис најавио је како ће лично предводити комисију за израду нацрта закона који би одредио како нити Литванија нити њезини лидери нису учествотали у Холокаусту. Сматра се како би закон требао бити сличан пољском закону са сличном провизијом који негира историјску чињеницу учестовања Пољака у прогону Јевреја. У мају 2020. литванска влада послала је заменика министра иностраних послова на обелеавање 75. годишњице краја Другог светског рата које је обележено на литванском јеврејском гробљу у Вилниусу и у којем су учествовали амбасадори Немачке, Израела и Сједињених Америчких Држава.

#### Преименовање улице и уклањање обележја у Вилниусу
2019. године дошло је до контроверзе када је градоначелних из леве Партије слободе (Laisvės partija) Ремигијус Шимашиус одлучио преименовати улицу која је носила назив по Казис-у Скирпт-и (вођи Литванског добровољачког фронта који је предводио масакре над Јеврејима) и уклонити спомен таблу Јонас-у Нореик-и (који је наредио и надледао масакр у граду Плунге). Литванска влада је уз подршку Центра за истраиање геноцида и отпора, државне институције која истражује тзв. совјетски геноцид и антисовјетски отпор и која је критикована због манипулације и улешавања слике о Холокаусту, дала наслутити како је одлука донета у завери са странцима, у првом реду Британцима и Американцима. Увреме контроверзе, бивши прв председник Литваније након обнове независности Витаутас Ландсбергис је на друштвеним мрежама објавио песму „Јеврејка” која се реферисала на Девицу Марију, а што је осудио председник Јеврејске заједнице у Литванији Фаина Куклиански. Ландсбергис је истакао како је песма била тежња да се укаже на игноранцију литванских антисемита и затражио потпору од „бар једног паметног и храброг Јевреја…који се не слаже са Шимашиусом”. Литвански председник Гитанас Науседа накнадно је предложио закон који би захтевао да општине морају да следе правила о постављању меморијалних табли које постави централна власт од чега је накнадно одустао.